# Julius Allgeyer

Julius Allgeyer, Gemälde von Anselm Feuerbach, 1857 (München, Neue Pinakothek)

Julius Allgeyer (* 31. März 1829 in Haslach im Kinzigtal; † 6. September 1900 in München) war ein deutscher Kupferstecher, Fotograf und Schriftsteller.

## Leben
Julius Allgeyer absolvierte in Karlsruhe eine Lehre als Kupferstecher und zog 1848 nach Freiburg im Breisgau. Aufgrund seiner Beteiligung an der Revolution von 1848 musste er in die Schweiz fliehen und arbeitete im Verlag Benziger in Einsiedeln. 1853 kehrte er nach Deutschland zurück und ließ sich 1854 in Düsseldorf nieder, wo er sich an der dortigen Kunstakademie unter Joseph von Keller weiterbildete. Er machte dort die Bekanntschaft mit Johannes Brahms und Clara Schumann, deren Briefwechsel mit Robert Schumann und ihrem Vater Friedrich Wieck er später ordnete. Zu Neujahr 1856 übersiedelte er zu seiner Mutter nach Überlingen am Bodensee. In den Jahren 1856 bis 1860 lebte er in Rom und schloss dort Freundschaft mit Anselm Feuerbach, dessen Gemälde Allgeyer zum Teil stach und als Fotografie veröffentlichte. Zusammen mit seinem Bruder Leo Allgeyer führte er von 1861 bis 1871 ein Atelier in Karlsruhe. Überliefert ist eine Aufnahme des russischen Dichters Iwan Sergejewitsch Turgenew von 1869. Allgeyer veröffentlichte eine Feuerbach-Biographie und ein Handbuch des Lichtdruckverfahrens, um dessen Verbesserung er sich bemüht hatte.
2008 wurde in der Leopold-Sophien-Bibliothek in Überlingen ein bislang unbekanntes Klavierwerk Robert Schumanns entdeckt, das Clara Schumann am 7. Oktober 1856 mit einer Widmung für Allgeyer versehen hatte.

## Bücher
- Die Münsterkirche zu St. Nikolaus in Ueberlingen. Ein Beitrag zur Baugeschichte dieses Denkmals. Edmund Rodrian, Wiesbaden 1879
- Handbuch über das Lichtdruck-Verfahren. Praktische Darstellung zur verschiedenen Anwendung für Hand- und Schnellpressendruck. Für Praktiker und gebildete Laien. Scholtze, Leipzig 1881
- Anselm Feuerbach. Sein Leben und seine Kunst. 2 Bände. Spemann, Berlin 1894
- Poetische Bilder aus dem Leben des Malers Carl Friedrich Sandhaas. Engelberg, Haslach 1959